# Daniel Nilsson Wulf
Daniel Nilsson Wulf, död i januari 1708, var skarprättare i Uppsala åren 1699-1708. Han efterträddes av sin bror Anders Nilsson Wulf.
Wulf var son till skräddaren Nils Jacobsson, som i sin tur troligtvis var son till bödeln Jacob i Uppsala. Han hade tidigare varit profoss när han ansökte om att få bli Uppsalas skarprättare i april 1699. Han lyckades väl under sitt mästerprov när han avrättade kyrkotjuven Anders Johansson.
Wulf drunknade i januari 1708.